# Élections municipales de 2026 en Nouvelle-Calédonie
Pour un article plus général, voir Élections municipales françaises de 2026.
Les élections municipales en Nouvelle-Calédonie sont prévues en mars 2026. Cette page traite de toutes les communes de Nouvelle-Calédonie.

## Résultats à l'échelle du département

### Maires sortants et maires élus
| Commune      | Population (en 2019) | Maire sortant(e)       | Parti | Parti  | Maire élu(e) | Parti | Parti |
| ------------ | -------------------- | ---------------------- | ----- | ------ | ------------ | ----- | ----- |
| Bélep        | 867                  | Jean-Baptiste Moilou   |       | UPM    |              |       |       |
| Boulouparis  | 3 315                | Pascal Vittori         |       | TC     |              |       |       |
| Bourail      | 5 531                | Patrick Robelin        |       | RE     |              |       |       |
| Canala       | 3 701                | Gilbert Tyuienon       |       | UC     |              |       |       |
| Dumbéa       | 35 873               | Yoann Lecourieux       |       | R-LR   |              |       |       |
| Farino       | 712                  | Régis Roustan          |       | CE     |              |       |       |
| La Foa       | 3 552                | Florence Rolland       |       | GNC    |              |       |       |
| Hienghène    | 2 454                | Bernard Ouillate       |       | UC     |              |       |       |
| Houaïlou     | 3 955                | Pascal Sawa            |       | UC     |              |       |       |
| Île des Pins | 2 037                | Christophe Vakié       |       | R-LR   |              |       |       |
| Kaala-Gomen  | 1 803                | Alain Levant           |       | SE     |              |       |       |
| Koné         | 8 144                | Thierry Gowecee        |       | UC     |              |       |       |
| Kouaoua      | 1 304                | Patrick Hari           |       | R-LR   |              |       |       |
| Koumac       | 3 981                | Wilfrid Weiss          |       | TC     |              |       |       |
| Lifou        | 9 195                | Néko Hnepeune          |       | UC     |              |       |       |
| Maré         | 5 757                | Marie-Lyne Sinewami    |       | UC     |              |       |       |
| Moindou      | 681                  | Léon-Joseph Peyronnet  |       | CE     |              |       |       |
| Le Mont-Dore | 27 620               | Elizabeth Rivière      |       | R-LR   |              |       |       |
| Nouméa       | 94 285               | Sonia Lagarde          |       | RE     |              |       |       |
| Ouégoa       | 2 118                | Barnabé Pébou-Hamène   |       | Palika |              |       |       |
| Ouvéa        | 3 401                | Maurice Tillewa        |       | UC     |              |       |       |
| Païta        | 24 563               | Maryline d'Arcangelo   |       | LRC    |              |       |       |
| Poindimié    | 5 006                | Paul Néaoutyine        |       | Palika |              |       |       |
| Ponérihouen  | 2 420                | Pierre-Chanel Tutugoro |       | UC     |              |       |       |
| Pouébo       | 2 144                | Florentin Dedane       |       | UC     |              |       |       |
| Pouembout    | 2 752                | Yann Peraldi           |       | SE     |              |       |       |
| Poum         | 1 435                | Henriette Tidjine-Hmae |       | UC     |              |       |       |
| Poya         | 2 802                | Évelyne Goro Atu       |       | UC     |              |       |       |
| Sarraméa     | 572                  | Prisca Holéro          |       | UC     |              |       |       |
| Thio         | 2 524                | Jean-Patrick Toura     |       | UC     |              |       |       |
| Touho        | 2 380                | Alphonse Poinine       |       | Palika |              |       |       |
| Voh          | 2 856                | Joël Boatate Kolekole  |       | Palika |              |       |       |
| Yaté         | 1 667                | Victor Gouetcha        |       | SE     |              |       |       |

### Résultats en nombre de maires
| Partis                      | Partis                          | Maires sortants | Maires élus | Évolution |
| --------------------------- | ------------------------------- | --------------- | ----------- | --------- |
|                             | Union calédonienne              | 13              |             |           |
|                             | Parti de libération kanak       | 4               |             |           |
|                             | Union progressiste en Mélanésie | 1               |             |           |
| Total FLNKS                 | Total FLNKS                     | 18              |             |           |
|                             | Le Rassemblement                | 4               |             |           |
|                             | Calédonie ensemble              | 2               |             |           |
|                             | Renaissance                     | 2               |             |           |
|                             | Tous Calédoniens                | 2               |             |           |
|                             | Générations NC                  | 1               |             |           |
|                             | Les Républicains calédoniens    | 1               |             |           |
| Total anti-indépendantistes | Total anti-indépendantistes     | 12              |             |           |
|                             | Sans étiquette                  | 3               |             |           |
| Total                       | Total                           | 33              | 33          | -         |

## Résultats au niveau communal

### Bélep
- Maire sortant : Jean-Baptiste Moilou (UPM)
- 15 sièges à pourvoir au conseil municipal (population légale 2019 : 867 habitants)

| Tête de liste | Tête de liste | Parti(s) | Nuance | Premier tour | Premier tour | Second tour | Second tour | Sièges | Sièges |
| Tête de liste | Tête de liste | Parti(s) | Nuance | Voix         | %            | Voix        | %           | CM     |        |
| ------------- | ------------- | -------- | ------ | ------------ | ------------ | ----------- | ----------- | ------ | ------ |

### Boulouparis
- Maire sortant : Pascal Vittori (TC)
- 23 sièges à pourvoir au conseil municipal (population légale 2019 : 3 315 habitants)

| Tête de liste | Tête de liste | Parti(s) | Nuance | Premier tour | Premier tour | Second tour | Second tour | Sièges | Sièges |
| Tête de liste | Tête de liste | Parti(s) | Nuance | Voix         | %            | Voix        | %           | CM     |        |
| ------------- | ------------- | -------- | ------ | ------------ | ------------ | ----------- | ----------- | ------ | ------ |

### Bourail
- Maire sortant : Patrick Robelin (RE)
- 29 sièges à pourvoir au conseil municipal (population légale 2019 : 5 531 habitants)

| Tête de liste | Tête de liste | Parti(s) | Nuance | Premier tour | Premier tour | Second tour | Second tour | Sièges | Sièges |
| Tête de liste | Tête de liste | Parti(s) | Nuance | Voix         | %            | Voix        | %           | CM     |        |
| ------------- | ------------- | -------- | ------ | ------------ | ------------ | ----------- | ----------- | ------ | ------ |

### Canala
- Maire sortant : Gilbert Tyuienon (UC)
- 27 sièges à pourvoir au conseil municipal (population légale 2019 : 3 701 habitants)

| Tête de liste | Tête de liste | Parti(s) | Nuance | Premier tour | Premier tour | Second tour | Second tour | Sièges | Sièges |
| Tête de liste | Tête de liste | Parti(s) | Nuance | Voix         | %            | Voix        | %           | CM     |        |
| ------------- | ------------- | -------- | ------ | ------------ | ------------ | ----------- | ----------- | ------ | ------ |

### Dumbéa
- Maire sortant : Yoann Lecourieux (R-LR)
- 39 sièges à pourvoir au conseil municipal (population légale 2019 : 35 873 habitants)

| Tête de liste | Tête de liste | Parti(s) | Nuance | Premier tour | Premier tour | Second tour | Second tour | Sièges | Sièges |
| Tête de liste | Tête de liste | Parti(s) | Nuance | Voix         | %            | Voix        | %           | CM     |        |
| ------------- | ------------- | -------- | ------ | ------------ | ------------ | ----------- | ----------- | ------ | ------ |

### Farino
- Maire sortant : Régis Roustan (CE)
- 15 sièges à pourvoir au conseil municipal (population légale 2019 : 712 habitants)

| Tête de liste | Tête de liste | Parti(s) | Nuance | Premier tour | Premier tour | Second tour | Second tour | Sièges | Sièges |
| Tête de liste | Tête de liste | Parti(s) | Nuance | Voix         | %            | Voix        | %           | CM     |        |
| ------------- | ------------- | -------- | ------ | ------------ | ------------ | ----------- | ----------- | ------ | ------ |

### La Foa
- Maire sortante : Florence Rolland (GNC)
- 27 sièges à pourvoir au conseil municipal (population légale 2019 : 3 552 habitants)

| Tête de liste | Tête de liste | Parti(s) | Nuance | Premier tour | Premier tour | Second tour | Second tour | Sièges | Sièges |
| Tête de liste | Tête de liste | Parti(s) | Nuance | Voix         | %            | Voix        | %           | CM     |        |
| ------------- | ------------- | -------- | ------ | ------------ | ------------ | ----------- | ----------- | ------ | ------ |

### Hienghène
- Maire sortant : Bernard Ouillate (UC)
- 19 sièges à pourvoir au conseil municipal (population légale 2019 : 2 454 habitants)

| Tête de liste | Tête de liste | Parti(s) | Nuance | Premier tour | Premier tour | Second tour | Second tour | Sièges | Sièges |
| Tête de liste | Tête de liste | Parti(s) | Nuance | Voix         | %            | Voix        | %           | CM     |        |
| ------------- | ------------- | -------- | ------ | ------------ | ------------ | ----------- | ----------- | ------ | ------ |

### Houaïlou
- Maire sortant : Pascal Sawa (UC)
- 27 sièges à pourvoir au conseil municipal (population légale 2019 : 3 955 habitants)

| Tête de liste | Tête de liste | Parti(s) | Nuance | Premier tour | Premier tour | Second tour | Second tour | Sièges | Sièges |
| Tête de liste | Tête de liste | Parti(s) | Nuance | Voix         | %            | Voix        | %           | CM     |        |
| ------------- | ------------- | -------- | ------ | ------------ | ------------ | ----------- | ----------- | ------ | ------ |

### Île des Pins
- Maire sortant : Christophe Vakié (R-LR)
- 19 sièges à pourvoir au conseil municipal (population légale 2019 : 2 037 habitants)

| Tête de liste | Tête de liste | Parti(s) | Nuance | Premier tour | Premier tour | Second tour | Second tour | Sièges | Sièges |
| Tête de liste | Tête de liste | Parti(s) | Nuance | Voix         | %            | Voix        | %           | CM     |        |
| ------------- | ------------- | -------- | ------ | ------------ | ------------ | ----------- | ----------- | ------ | ------ |

### Kaala-Gomen
- Maire sortant : Alain Levant (SE)
- 19 sièges à pourvoir au conseil municipal (population légale 2019 : 1 803 habitants)

| Tête de liste | Tête de liste | Parti(s) | Nuance | Premier tour | Premier tour | Second tour | Second tour | Sièges | Sièges |
| Tête de liste | Tête de liste | Parti(s) | Nuance | Voix         | %            | Voix        | %           | CM     |        |
| ------------- | ------------- | -------- | ------ | ------------ | ------------ | ----------- | ----------- | ------ | ------ |

### Koné
- Maire sortant : Thierry Gowecee (UC)
- 29 sièges à pourvoir au conseil municipal (population légale 2019 : 8 144 habitants)

| Tête de liste | Tête de liste | Parti(s) | Nuance | Premier tour | Premier tour | Second tour | Second tour | Sièges | Sièges |
| Tête de liste | Tête de liste | Parti(s) | Nuance | Voix         | %            | Voix        | %           | CM     |        |
| ------------- | ------------- | -------- | ------ | ------------ | ------------ | ----------- | ----------- | ------ | ------ |

### Kouaoua
- Maire sortant : Patrick Hari (R-LR)
- 15 sièges à pourvoir au conseil municipal (population légale 2019 : 1 304 habitants)

| Tête de liste | Tête de liste | Parti(s) | Nuance | Premier tour | Premier tour | Second tour | Second tour | Sièges | Sièges |
| Tête de liste | Tête de liste | Parti(s) | Nuance | Voix         | %            | Voix        | %           | CM     |        |
| ------------- | ------------- | -------- | ------ | ------------ | ------------ | ----------- | ----------- | ------ | ------ |

### Koumac
- Maire sortant : Wilfrid Weiss (TC)
- 27 sièges à pourvoir au conseil municipal (population légale 2019 : 3 981 habitants)

| Tête de liste | Tête de liste | Parti(s) | Nuance | Premier tour | Premier tour | Second tour | Second tour | Sièges | Sièges |
| Tête de liste | Tête de liste | Parti(s) | Nuance | Voix         | %            | Voix        | %           | CM     |        |
| ------------- | ------------- | -------- | ------ | ------------ | ------------ | ----------- | ----------- | ------ | ------ |

### Lifou
- Maire sortant : Néko Hnepeune (UC)
- 29 sièges à pourvoir au conseil municipal (population légale 2019 : 9 195 habitants)

| Tête de liste | Tête de liste | Parti(s) | Nuance | Premier tour | Premier tour | Second tour | Second tour | Sièges | Sièges |
| Tête de liste | Tête de liste | Parti(s) | Nuance | Voix         | %            | Voix        | %           | CM     |        |
| ------------- | ------------- | -------- | ------ | ------------ | ------------ | ----------- | ----------- | ------ | ------ |

### Maré
- Maire sortante : Marie-Lyne Sinewami (UC)
- 29 sièges à pourvoir au conseil municipal (population légale 2019 : 5 757 habitants)

| Tête de liste | Tête de liste | Parti(s) | Nuance | Premier tour | Premier tour | Second tour | Second tour | Sièges | Sièges |
| Tête de liste | Tête de liste | Parti(s) | Nuance | Voix         | %            | Voix        | %           | CM     |        |
| ------------- | ------------- | -------- | ------ | ------------ | ------------ | ----------- | ----------- | ------ | ------ |

### Moindou
- Maire sortant : Léon-Joseph Peyronnet (CE)
- 15 sièges à pourvoir au conseil municipal (population légale 2019 : 681 habitants)

| Tête de liste | Tête de liste | Parti(s) | Nuance | Premier tour | Premier tour | Second tour | Second tour | Sièges | Sièges |
| Tête de liste | Tête de liste | Parti(s) | Nuance | Voix         | %            | Voix        | %           | CM     |        |
| ------------- | ------------- | -------- | ------ | ------------ | ------------ | ----------- | ----------- | ------ | ------ |

### Le Mont-Dore
- Maire sortante : Elizabeth Rivière (R-LR)
- 35 sièges à pourvoir au conseil municipal (population légale 2019 : 27 620 habitants)

| Tête de liste | Tête de liste | Parti(s) | Nuance | Premier tour | Premier tour | Second tour | Second tour | Sièges | Sièges |
| Tête de liste | Tête de liste | Parti(s) | Nuance | Voix         | %            | Voix        | %           | CM     |        |
| ------------- | ------------- | -------- | ------ | ------------ | ------------ | ----------- | ----------- | ------ | ------ |

### Nouméa
- Maire sortante : Sonia Lagarde (RE)
- 53 sièges à pourvoir au conseil municipal (population légale 2019 : 94 285 habitants)

| Tête de liste | Tête de liste | Parti(s) | Nuance | Premier tour | Premier tour | Second tour | Second tour | Sièges | Sièges |
| Tête de liste | Tête de liste | Parti(s) | Nuance | Voix         | %            | Voix        | %           | CM     |        |
| ------------- | ------------- | -------- | ------ | ------------ | ------------ | ----------- | ----------- | ------ | ------ |

### Ouégoa
- Maire sortant : Barnabé Pébou-Hamène (Palika)
- 19 sièges à pourvoir au conseil municipal (population légale 2019 : 2 118 habitants)

| Tête de liste | Tête de liste | Parti(s) | Nuance | Premier tour | Premier tour | Second tour | Second tour | Sièges |
| Tête de liste | Tête de liste | Parti(s) | Nuance | Voix         | %            | Voix        | %           | CM     |
| ------------- | ------------- | -------- | ------ | ------------ | ------------ | ----------- | ----------- | ------ |

### Ouvéa
- Maire sortant : Maurice Tillewa (UC)
- 23 sièges à pourvoir au conseil municipal (population légale 2019 : 3 401 habitants)

| Tête de liste | Tête de liste | Parti(s) | Nuance | Premier tour | Premier tour | Second tour | Second tour | Sièges |
| Tête de liste | Tête de liste | Parti(s) | Nuance | Voix         | %            | Voix        | %           | CM     |
| ------------- | ------------- | -------- | ------ | ------------ | ------------ | ----------- | ----------- | ------ |

### Païta
- Maire sortante : Maryline d'Arcangelo (LRC)
- 35 sièges à pourvoir au conseil municipal (population légale 2019 : 24 563 habitants)

| Tête de liste | Tête de liste | Parti(s) | Nuance | Premier tour | Premier tour | Second tour | Second tour | Sièges |
| Tête de liste | Tête de liste | Parti(s) | Nuance | Voix         | %            | Voix        | %           | CM     |
| ------------- | ------------- | -------- | ------ | ------------ | ------------ | ----------- | ----------- | ------ |

### Poindimié
- Maire sortant : Paul Néaoutyine (Palika)
- 29 sièges à pourvoir au conseil municipal (population légale 2019 : 5 006 habitants)

| Tête de liste | Tête de liste | Parti(s) | Nuance | Premier tour | Premier tour | Second tour | Second tour | Sièges |
| Tête de liste | Tête de liste | Parti(s) | Nuance | Voix         | %            | Voix        | %           | CM     |
| ------------- | ------------- | -------- | ------ | ------------ | ------------ | ----------- | ----------- | ------ |

### Ponérihouen
- Maire sortant : Pierre-Chanel Tutugoro (UC)
- 19 sièges à pourvoir au conseil municipal (population légale 2019 : 2 420 habitants)

| Tête de liste | Tête de liste | Parti(s) | Nuance | Premier tour | Premier tour | Second tour | Second tour | Sièges |
| Tête de liste | Tête de liste | Parti(s) | Nuance | Voix         | %            | Voix        | %           | CM     |
| ------------- | ------------- | -------- | ------ | ------------ | ------------ | ----------- | ----------- | ------ |

### Pouébo
- Maire sortant : Florentin Dedane (UC)
- 19 sièges à pourvoir au conseil municipal (population légale 2019 : 2 144 habitants)

| Tête de liste | Tête de liste | Parti(s) | Nuance | Premier tour | Premier tour | Second tour | Second tour | Sièges |
| Tête de liste | Tête de liste | Parti(s) | Nuance | Voix         | %            | Voix        | %           | CM     |
| ------------- | ------------- | -------- | ------ | ------------ | ------------ | ----------- | ----------- | ------ |

### Pouembout
- Maire sortant : Yann Peraldi (SE)
- 23 sièges à pourvoir au conseil municipal (population légale 2019 : 2 752 habitants)

| Tête de liste | Tête de liste | Parti(s) | Nuance | Premier tour | Premier tour | Second tour | Second tour | Sièges |
| Tête de liste | Tête de liste | Parti(s) | Nuance | Voix         | %            | Voix        | %           | CM     |
| ------------- | ------------- | -------- | ------ | ------------ | ------------ | ----------- | ----------- | ------ |

### Poum
- Maire sortante : Henriette Tidjine-Hmae (UC)
- 15 sièges à pourvoir au conseil municipal (population légale 2019 : 1 435 habitants)

| Tête de liste | Tête de liste | Parti(s) | Nuance | Premier tour | Premier tour | Second tour | Second tour | Sièges |
| Tête de liste | Tête de liste | Parti(s) | Nuance | Voix         | %            | Voix        | %           | CM     |
| ------------- | ------------- | -------- | ------ | ------------ | ------------ | ----------- | ----------- | ------ |

### Poya
- Maire sortante : Évelyne Goro Atu (UC)
- 23 sièges à pourvoir au conseil municipal (population légale 2019 : 2 802 habitants)

| Tête de liste | Tête de liste | Parti(s) | Nuance | Premier tour | Premier tour | Second tour | Second tour | Sièges |
| Tête de liste | Tête de liste | Parti(s) | Nuance | Voix         | %            | Voix        | %           | CM     |
| ------------- | ------------- | -------- | ------ | ------------ | ------------ | ----------- | ----------- | ------ |

### Sarraméa
- Maire sortante : Prisca Holéro (UC)
- 15 sièges à pourvoir au conseil municipal (population légale 2019 : 572 habitants)

| Tête de liste | Tête de liste | Parti(s) | Nuance | Premier tour | Premier tour | Second tour | Second tour | Sièges |
| Tête de liste | Tête de liste | Parti(s) | Nuance | Voix         | %            | Voix        | %           | CM     |
| ------------- | ------------- | -------- | ------ | ------------ | ------------ | ----------- | ----------- | ------ |

### Thio
- Maire sortant : Jean-Patrick Toura (UC)
- 23 sièges à pourvoir au conseil municipal (population légale 2019 : 2 524 habitants)

| Tête de liste | Tête de liste | Parti(s) | Nuance | Premier tour | Premier tour | Second tour | Second tour | Sièges |
| Tête de liste | Tête de liste | Parti(s) | Nuance | Voix         | %            | Voix        | %           | CM     |
| ------------- | ------------- | -------- | ------ | ------------ | ------------ | ----------- | ----------- | ------ |

### Touho
- Maire sortant : Alphonse Poinine (Palika)
- 19 sièges à pourvoir au conseil municipal (population légale 2019 : 2 380 habitants)

| Tête de liste | Tête de liste | Parti(s) | Nuance | Premier tour | Premier tour | Second tour | Second tour | Sièges |
| Tête de liste | Tête de liste | Parti(s) | Nuance | Voix         | %            | Voix        | %           | CM     |
| ------------- | ------------- | -------- | ------ | ------------ | ------------ | ----------- | ----------- | ------ |

### Voh
- Maire sortant : Joël Boatate Kolekole (Palika)
- 23 sièges à pourvoir au conseil municipal (population légale 2019 : 2 856 habitants)

| Tête de liste | Tête de liste | Parti(s) | Nuance | Premier tour | Premier tour | Second tour | Second tour | Sièges |
| Tête de liste | Tête de liste | Parti(s) | Nuance | Voix         | %            | Voix        | %           | CM     |
| ------------- | ------------- | -------- | ------ | ------------ | ------------ | ----------- | ----------- | ------ |

### Yaté
- Maire sortant : Victor Gouetcha (SE)
- 19 sièges à pourvoir au conseil municipal (population légale 2019 : 1 667 habitants)

| Tête de liste | Tête de liste | Parti(s) | Nuance | Premier tour | Premier tour | Second tour | Second tour | Sièges |
| Tête de liste | Tête de liste | Parti(s) | Nuance | Voix         | %            | Voix        | %           | CM     |
| ------------- | ------------- | -------- | ------ | ------------ | ------------ | ----------- | ----------- | ------ |